# 拉姆胡森
拉姆胡森是德国石勒苏益格－荷尔斯泰因州的一个市镇。总面积4.80平方公里，总人口165人，其中男性87人，女性78人（2011年12月31日），人口密度34人/平方公里。